# Jan Milecki
Jan Milecki – polski chemik, dr hab. nauk chemicznych, profesor nadzwyczajny Pracowni Spektrochemii Organicznej i Środowiskowego Laboratorium Unikalnej Aparatury Chemicznej Wydziału Chemii Uniwersytetu im. Adama Mickiewicza w Poznaniu.

## Życiorys
W 1972 uzyskał stopień magistra, natomiast w 1980 obronił pracę doktorską pt. Synteza struktura i właściwości oligonukleotydów zawierających rzadkie nukleozydy pochodne uracylu, a 27 czerwca 2002 uzyskał stopień doktora habilitowanego w zakresie nauk chemicznych na podstawie rozprawy zatytułowanej Specyficzne modyfikacje i znakowanie izotopowe w badaniach strukturalnych oligorybonukleotydów.
Został zatrudniony na stanowisku profesora nadzwyczajnego w Pracowni Spektrochemii Organicznej i Środowiskowego Laboratorium Unikalnej Aparatury Chemicznej na Wydziale Chemii Uniwersytetu im. Adama Mickiewicza w Poznaniu.

## Wybrane publikacje
- Solution Structure of RNA Duplexes Containg Alternating CG Base Pairs: NMR Study of r(CGCGCG)2 and 2'-O-Me(CGCGCG)2 under Low Salt Conditions[1]
- Solvatochromism of a Novel Betaine Dye Derived from Purine[1]
- The 1.19 A X-ray Structure of 2'-O-Me(CGCGCG)2 Duplex Shows Dehydrated RNA with 2-methyl-2,4-pentanediol in the Minor Groove[1]
- 2008: Reactivity of 2,6-Dichloropurine Ribonucleoside Studied by 35Cl NQR Spectroscopy[1]
- 2014: Zastosowanie chemii „Click” w modyfikacjach nukleozydów i oligonukleotydów[1]